# 心律調節器

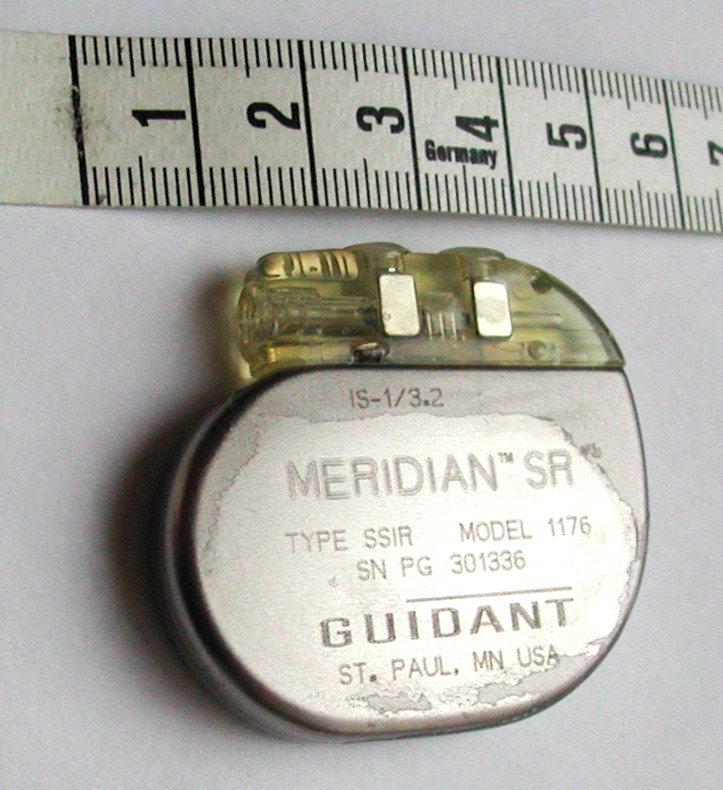
約5公分大的心律調節器

心律調節器（artificial cardiac pacemaker）又稱心臟起搏器，简称節律器（pacemaker），是定时发放一定频率脉冲电流的精密医疗装置，借由起搏电极导线传输脉冲电流到心房或心室肌，替代心脏的起搏点，进而恢复和维持心脏有节律的跳动。

## 歷史
1932年，美國的生理學者Albert Hyman，開發了一個命名為「artificial pacemaker」的手搖式發電裝置，用來持續的在體外電擊心臟。這個名稱被沿用至今。
1956年，由於矽電晶體發明，使電器小型化成為可能。因此在1958年，美國的工程師Earl Bakken發明世界上第一台可攜式的心律調節器，用在沃尔顿·李拉海醫生的病患身上。
之後隨著電池技術的逐漸進步，使得心律調節器的電池平均可用10年以上。在2005年，更有提出利用血液中的血糖做為燃料電池的研究，使得不必更換電池的半永久性的心律調節器成為未來可能的發明。

## 类型
- 单腔起搏器
- 双腔起搏器
- 三腔起搏器（双心室起搏器、心脏再同步起搏器）

## 安全性問題
在高電磁波的環境下，下列物品或設施均可能導致心律調節器的故障或誤動作：
- 行動電話
- 基地台（行動電話、無線電、廣播電視）
- 無線網路
- 磁浮列車
- 機場的金屬探測器
- 電磁爐
- 商鋪的防盜感應設備
- 電腦斷層掃描
- 核磁共振成像

因此在日本的鐵路或巴士內要求在博愛座週圍的乘客需關閉手機。但迄2006年止，因手機而導致心律調節器異常而死亡者是一例也沒有。更新的報告顯示出，手機要離心律調節器3公分才會產生影響，除非患者貼著心臟使用手機，否則並無礙。事實上，很多裝置心律調節器者如常人一般使用手機，而且鐵路供電的電線所發出的電磁波更是弱到手機電磁波完全不能相提並論的地步。因此遭到質疑，心律調節器只是被運輸業要求乘客勿在車上用手機的手段。

## 外部連結
- PreOp Patient Education Permanent Pacemaker Implant Surgery （页面存档备份，存于）
- Biventricular Pacemaker: What is Cardiac Resynchronization Therapy? Podcast from the Medical University of South Carolina
- Current indications for CRT-P and CRT-D: Webinar from the European Heart Rhythm Association (EHRA)